# Giần sàng
Giần sàng còn có nghĩa khác chỉ dụng cụ thủ công phân loại kích thước gạo thóc trong văn minh lúa nước.
Giần sàng hay còn gọi xà sàng (danh pháp khoa học: Cnidium monnieri) là một loài thực vật có hoa trong họ Hoa tán. Loài này được (L.) Cusson mô tả khoa học đầu tiên năm 1782.